# Francis Billy Hilly
Francis Billy Hilly, né le 20 juillet 1948 à Emu Harbour sur l'île de Ranongga aux îles Salomon et mort le 10 mars 2025 à Honiara, est un homme d'État salomonais, Premier ministre de juin 1993 à novembre 1994.

## Biographie

### Jeunesse et entrée en politique
Francis Billy Hilly effectue ses études à l'université du Pacifique Sud, où il obtient un diplôme de licence en Administration en 1973. Dans les années 1970, il travaille dans l'administration coloniale aux Salomon, ainsi que comme chef d'entreprise de l'entreprise publique British Solomon Islands Trading Corporation,. En 1976, alors que la colonie britannique acquiert son autonomie politique et se prépare à l'indépendance, il est élu député à l'Assemblée législative, et nommé ministre de l'Intérieur par le ministre-en-chef Peter Kenilorea. Il démissionne en mai 1978, l'année de l'indépendance des Salomon, pour soutenir le mouvement séparatiste du District occidental du pays, qui craint que le gouvernement de l'État salomonais indépendant soit dominé par des dirigeants issus de l'île de Malaita. En 1979, il est élu député à l'Assemblée provinciale du District, et devient cette même année président du Conseil occidental. Les tensions étant retombées, le mouvement séparatiste s'estompe. Hilly est élu député au Parlement national aux élections d'août 1980, et devient formellement chef des députés indépendants. Ce bloc de dix députés élus sans étiquette s'associe aux seize députés du Parti unifié de Peter Kenilorea pour former un gouvernement. Kenilorea demeure Premier ministre, et nomme Hilly au poste de vice-Premier ministre et de ministre de la Santé et des Services médicaux.

### Premier ministre
En 1984, il quitte la politique pour se consacrer au monde de l'entreprise. Il revient en politique lorsqu'il est élu à nouveau député aux législatives de 1993, à la suite desquelles il est nommé Premier ministre. Succédant à Solomon Mamaloni, qui avait encouragé une exploitation à grande échelle des ressources forestières, Hilly se consacre à réguler l'industrie sylvicole. Il introduit des contrôles des activités des compagnies de cette industrie, prépare un code de conduite à leur égard, accroît les taxes sur les exportations du bois, et entreprend une diversification de l'économie du pays, avec pour objectif de faire cesser les exportations de bois -et la déforestation qu'elles occasionnent- à l'horizon 1997. Ces réformes lui valent l'approbation de la Banque centrale et des donateurs d'aide internationale, mais lui attirent l'ire des compagnies étrangères de l'industrie du bois,. Par ailleurs il préside avec succès à Honiara, en septembre 1994, la négociation d'un accord de cessez-le-feu relatif au conflit sur l'île de Bougainville en Papouasie-Nouvelle-Guinée. Le Premier ministre papou-néo-guinéen Julius Chan et le chef de l'Armée révolutionnaire de Bougainville, Sam Kauona, signent l'accord qui interrompt provisoirement les hostilités.
Après moins d'un an et demi au pouvoir, le gouvernement Hilly est contraint de démissionner lorsque des ministres et députés de sa majorité rejoignent l'opposition. Un rapport australien estime que cinq ministres ayant ainsi fait défection ont été corrompus par une compagnie étrangère pour faire chuter le gouvernement. Solomon Mamaloni redevient Premier ministre, présidant un gouvernement sur lequel pèsent de forts soupçons de corruption, et qui relance l'exploitation massive du bois, accordant de nombreux avantages aux compagnies étrangères,. Hilly est alors chef de l'opposition officielle de 1994 à 1995.

### Suites
Conservant son siège de député aux élections de 1997, il brigue le poste de Premier ministre en 2000, mais est battu par Manasseh Sogavare. Réélu député en 2001 et en 2006, il redevient chef de l'opposition du 14 juillet 2004 au 4 avril 2006. Lorsque Snyder Rini est élu Premier ministre en avril 2006, Hilly affirme que certains députés le soutenant ont été corrompus. Le gouvernement Rini est contraint à la démission à la suite d'émeutes, et Sogavare redevient Premier ministre en mai. Hilly est alors nommé ministre du Commerce, de l'Industrie et de l'Emploi. En août 2006, le Parti national, dont Hilly est le dirigeant, signe un accord de principe avec le Parti communiste chinois, visant un rapprochement des Salomon avec la république populaire de Chine. Les Salomon à cette date et à ce jour, reconnaissent la souveraineté de la république de Chine (Taïwan). Sogavare dénonce la position de Hilly, et le limoge de son gouvernement,,. Le 22 décembre 2007, il est nommé à nouveau ministre du Commerce, de l'Industrie et de l'Emploi dans le gouvernement libéral du nouveau Premier ministre Derek Sikua. Il conserve ce poste jusqu'à la défaite du gouvernement Sikua aux élections législatives d'août 2010. Hilly perd par ailleurs son siège de député lors de ces élections, après quatre mandats consécutifs au Parlement.
En 2012, il est fait chevalier de l'ordre de Saint-Michel et Saint-Georges par la reine des Salomon, Élisabeth II.
Malade depuis décembre 2024, il meurt à l'hôpital à Honiara le 10 mars 2025, à l'âge de 76 ans.